# Stadsprijs Geraardsbergen 1938
De 9e editie van de Belgische wielerwedstrijd Stadsprijs Geraardsbergen werd verreden op 31 augustus 1938. De start en finish vonden plaats in Geraardsbergen. De winnaar was Antoine Dignef, gevolgd door Albert Beirnaert en Georges Christiaens.

## Uitslag
| Stadsprijs Geraardsbergen 1938 |                     |                    |      |
| Plaats                         | Naam                | Ploeg              | Tijd |
| Winnaar                        | Antoine Dignef      | Helyett-Hutchinson |      |
| 2                              | Albert Beirnaert    | Alcyon-Dunlop      |      |
| 3                              | Georges Christiaens | Charles Pélissier  |      |

1912 · 1913 · 1914–1926 · 1927 · 1928–1932 · 1933 · 1934 · 1935 · 1936 · 1937 · 1938 · 1939 · 1940 · 1941 · 1942 · 1943 · 1944 · 1945 · 1946 · 1947 · 1948 · 1949 · 1950 · 1951 · 1952 · 1953 · 1954 · 1955 · 1956 · 1957 · 1958 · 1959 · 1960 · 1961 · 1962 · 1963 · 1964 · 1965 · 1966 · 1967 · 1968 · 1969 · 1970 · 1971 · 1972 · 1973 · 1974 · 1975 · 1976 · 1977 · 1978 · 1979 · 1980 · 1981 · 1982 · 1983 · 1984 · 1985 · 1986 · 1987 · 1988 · 1989 · 1990 · 1991 · 1992 · 1993 · 1994 · 1995 · 1996 · 1997 · 1998 · 1999 · 2000 · 2001 · 2002 · 2003 · 2004 · 2005 · 2006 · 2007 · 2008 · 2009 · 2010 · 2011 · 2012 · 2013 · 2014 · 2015 · 2016 · 2017 · 2018 · 2019 · 2020 · 2021 · 2022